# Monticellina serratiseta
Monticellina serratiseta är en ringmaskart som först beskrevs av Banse och Edward Hobson 1968.  Monticellina serratiseta ingår i släktet Monticellina och familjen Cirratulidae. Inga underarter finns listade i Catalogue of Life.